# Temporada de furacões no oceano Atlântico de 1971
A temporada de furacões no Atlântico de 1971 foi um evento no ciclo anual de formação de ciclones tropicais. A temporada começou em 1 de junho e terminou em 30 de novembro de 1971. Estas datas delimitam convencionalmente o período de cada ano quando a maioria dos ciclones tropicais tende a se formar na bacia do Atlântico.
A atividade da temporada de furacões no Atlântico de 1971 ficou acima da média, com um total de 13 tempestades dotadas de nome e Seis furacões, sendo que apenas um destes, o furacão Edith, atingiu a intensidade igual ou superior a um furacão de categoria 3 na escala de furacões de Saffir-Simpson.

## Resumo sazonal
Em meados de agosto, a tempestade tropical Doria afetou boa parte do Caribe e a costa leste dos Estados Unidos, causando mais de 147 milhões de dólares em prejuízos e sete fatalidades. No início de setembro, o furacão Fern atingiu a costa do Texas, Estados Unidos, causando 30 milhões de dólares em danos e duas fatalidades indiretas. Poucos dias, o furacão Edith, o mais intenso da temporada, afetou boa parte das Pequenas Antilhas, América Central, México e sul dos Estados Unidos, causando mais de 25 milhões de dólares em prejuízos e 37 fatalidades. Em setembro e início de outubro, o furacão Ginger afetou a costa leste americana após ficar ativo por mais de 27 dias. Ginger causou cerca de 10 milhões de dólares em danos. Ainda em setembro, o furacão Irene afetou o norte da Venezuela e da Colômbia, e atingiu a Nicarágua, causando cerca de um milhão de dólares em prejuízos e três fatalidades diretas. A tempestade tropical Laura, o último ssitema tropical da temporada, afetou Cuba e a América Central em meados de novembro, causando apenas danos mínimos.

### Outros sistemas

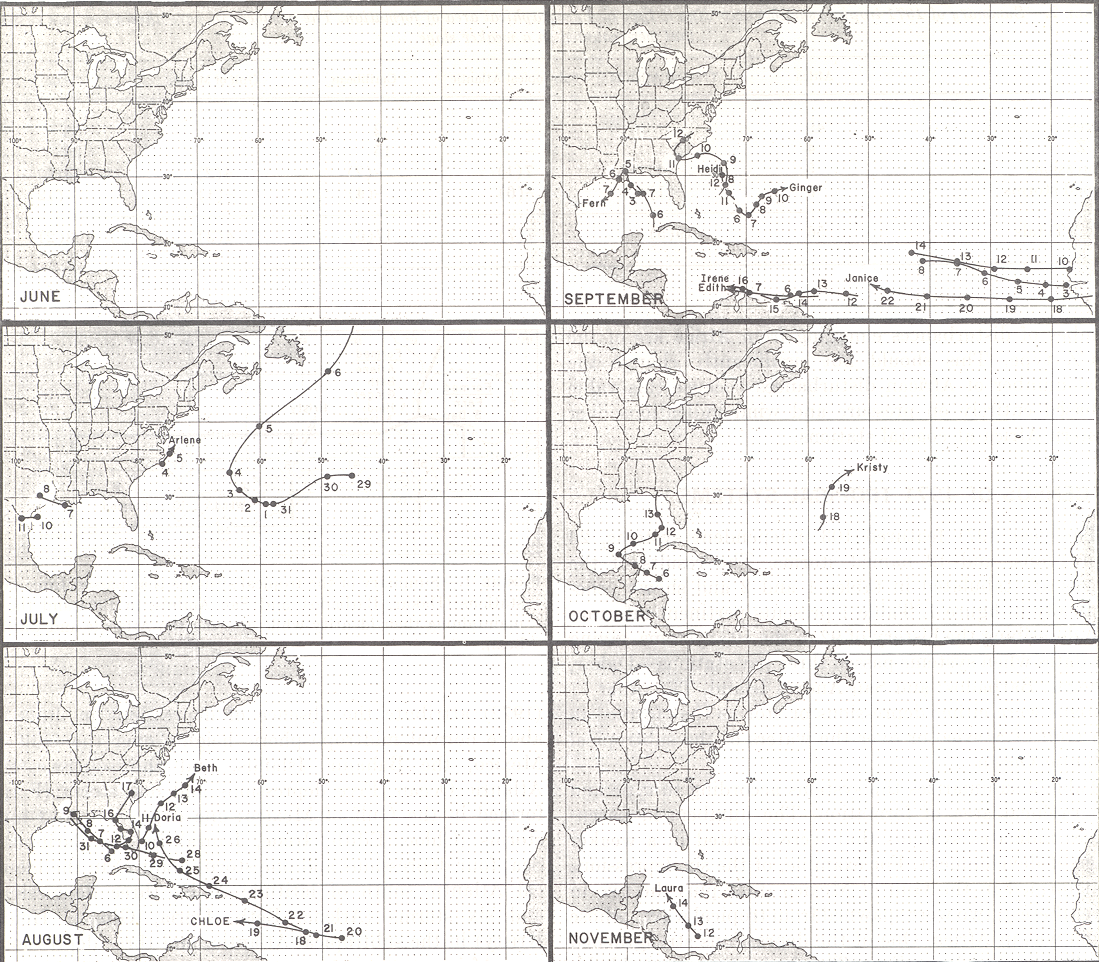
Percursos de todas as depressões durante 1971

## Sistemas

### Furacão Edith
Furacão Edith foi o furacão mais forte a formar-se durante a Temporada de furacões no Atlântico de 1971 e o furacão de Categoria 5 no Atlântico a ter atingido o solo mais ao sul até ser superado pelo Furacão Felix, em 2007. O Furacão Edith desenvolveu-se a partir duma onda tropical em 5 de setembro e rapidamente transformou-se num furacão no Mar do Caribe. O Furacão Edith intensificou-se rapidamente em 9 de setembro e atingiu o solo no Cabo Gracias a Dios como um furacão de Categoria 5 na Escala de furacões de Saffir-Simpson. Rapidamente perdeu intensidade na América Central e depois de entrar brevemente no Golfo de Honduras, atravessou a Península de Iucatã, no México. Depois de atravessar o Golfo do México, um cavado desviou a tempestade para o nordeste e o Furacão Edith, depois de ter restabelecido-se enquanto acelerava em direção à costa, atingiu a Luisiana com ventos de 105 mph (170 km/h) em 16 de setembro. O Furacão Edith enfraqueceu-se sobre o solo e dissipou-se sobre a Geórgia em 18 de setembro.

### Tempestade tropical Laura
A tempestade tropical Laura foi o último sistema a entrar em atividade durante a temporada de furacões no Atlântico de 1971. Se formou no dia 12 de novembro a oeste do Mar do Caribe, próximo a Cuba, com ventos chegando aos 120 km/h. Por toda a ilha, Laura produziu chuvas fortes e provocou inundações que deixaram uma pessoa morta e causaram danos principalmente à agricultura. Cerca de 26 mil pessoas foram forçadas a deixar suas casas.

## Nomes das tempestades
Os nomes abaixo foram usados para dar nomes às tempestades que se formaram no Atlântico Norte em 1971.
| - Arlene - Beth - Chloe - Doria - Edith - Fern - Ginger | - Heidi - Irene - Janice - Kristy - Laura - Margo (sem usar) - Nona (sem usar) | - Orchid (sem usar) - Portia (sem usar) - Rachel (sem usar) - Sandra (sem usar) - Terese (sem usar) - Verna (sem usar) - Wallis (sem usar) |

Devido à relativa ausência de impactos, nenhum nome foi retirado da lista.

## Efeitos sazonais
Esta é uma tabela das tempestades em 1971 e seus desembarque(s), se exitiram. As mortes entre parênteses são adicionais e indiretas (um exemplo de morte indireta seria um acidente de trânsito), mas ainda estão relacionadas com tempestades. Danos e mortes incluem totais enquanto a tempestade era extratropical ou uma onda ou baixa.
| Nome                | Datas ativo                     | Classificação máxima | Velocidade de vento sustentados | Pressão                       | Áreas afetadas                                                                   | Danos (USD)   | Fatalidades | Refs          |
| ------------------- | ------------------------------- | -------------------- | ------------------------------- | ----------------------------- | -------------------------------------------------------------------------------- | ------------- | ----------- | ------------- |
| Arlene              | 4 de julho – julho 7            | Tempestade tropical  | 60 mph (95 km/h)                | 998 hPa (29.5 inHg)           | As Carolinas, Terra Nova                                                         | Menor         | Nenhum      |               |
| Two                 | 7 de julho – julho 8            | Depressão tropical   | 30 mph (45 km/h)                | Desconhecido                  | Texas, Luisiana                                                                  | Nenhum        | Nenhum      |               |
| Three               | 10 de julho – julho 11          | Depressão tropical   | 30 mph (45 km/h)                | Desconhecido                  | Texas                                                                            | Nenhum        | Nenhum      |               |
| Semnome             | 3 de agosto – agosto 7          | Furacão Categoria 1  | 85 mph (140 km/h)               | 974 hPa (28.8 inHg)           | Nenhum                                                                           | Nenhum        | Nenhum      |               |
| Five                | 6 de agosto – agosto 9          | Depressão tropical   | 30 mph (45 km/h)                | Desconhecido                  | Louisiana                                                                        | Nenhum        | Nenhum      |               |
| Beth                | 10 de agosto – agosto 16        | Furacão Categoria 1  | 85 mph (140 km/h)               | 977 hPa (28.9 inHg)           | Bahamas, Flórida, Nova Escócia, Terra Nova                                       | $5 100 000    | 0 (1)       | [ 4 ] [ 5 ]   |
| Eight               | 12 de agosto – 16               | Depressão tropical   | 30 mph (45 km/h)                | 1006 hPa (29.7 inHg)          | Sudoeste dos Estados Unidos                                                      | $250 000      | Nenhum      | [ 6 ]         |
| Chloe               | 18 de agosto – agosto 25        | Tempestade tropical  | 65 mph (100 km/h)               | 1004 hPa (29.6 inHg)          | Ilhas de Sotavento, Belize                                                       | Menor         | Nenhum      |               |
| Doria               | 20 de agosto – agosto 29        | Tempestade tropical  | 65 mph (100 km/h)               | 989 hPa (29.2 inHg)           | Costa Leste dos Estados Unidos, Canadá                                           | $147 600 000  | 7           | ;             |
| Eleven              | 28 de agosto – setembro 1       | Depressão tropical   | 30 mph (45 km/h)                | Desconhecido                  | Texas                                                                            | Nenhum        | Nenhum      |               |
| Sixteen             | 3 de setembro – setembro 8      | Depressão tropical   | 35 mph (55 km/h)                | Desconhecido                  | Nenhum                                                                           | Nenhum        | Nenhum      |               |
| Fern                | 3 de setembro – setembro 13     | Furacão Categoria 1  | 90 mph (150 km/h)               | 979 hPa (28.9 inHg)           | Luisiana, Texas, norte México                                                    | $30 200 000   | 0 (2)       | [ 7 ] [ 8 ]   |
| Edith               | 5 de setembro – setembro 18     | Furacão Categoria 5  | 160 mph (260 km/h)              | 943 hPa (27.8 inHg)           | Pequenas Antilhas, northern Venezuela, norte México, Sudoeste dos Estados Unidos | $25 400 000   | 37          | [ 7 ] [ 9 ]   |
| Ginger              | 6 de setembro – 3 de outubro    | Furacão Categoria 2  | 110 mph (175 km/h)              | 959 hPa (28.3 inHg)           | Bahamas, Carolina do Norte                                                       | $10 000 000   | 1           | [ 7 ]         |
| Dezoito             | 8 de setembro – setembro 11     | Depressão tropical   | 30 mph (45 km/h)                | Geórgia, Carolina do Sul      | Nenhum                                                                           | Nenhum        | Nenhum      |               |
| Dezanove            | 10 de setembro – setembro 14    | Depressão tropical   | 35 mph (55 km/h)                | Nenhum                        | Nenhum                                                                           | Nenhum        | Nenhum      |               |
| Heidi               | 11 de setembro – setembro 15    | Tempestade tropical  | 65 mph (100 km/h)               | 996 hPa (29.4 inHg)           | Região Nordeste dos Estados Unidos                                               | Menor         | Nenhum      |               |
| Irene               | 11 de setembro – 20 de setembro | Furacão Categoria 1  | 80 mph (130 km/h)               | 989 hPa (29.2 inHg)           | Ilhas de Barlavento, norte da Venezuela, América Central                         | >$1 000 000   | 3           | [ 10 ] [ 11 ] |
| Janice              | 21 de setembro – 24 de setembro | Tempestade tropical  | 65 mph (100 km/h)               | 1005 hPa (29.7 inHg)          | northern Ilhas de Sotavento                                                      | Nenhum        | Nenhum      |               |
| Vinte e dois        | 6 de outubro – 14 de outubro    | Depressão tropical   | 30 mph (45 km/h)                | Península de Yucatán, Flórida | Nenhum                                                                           | Nenhum        | Nenhum      |               |
| Kristy              | 18 de outubro – outubro 21      | Tempestade tropical  | 50 mph (85 km/h)                | 992 hPa (29.3 inHg)           | Nenhum                                                                           | Nenhum        | Nenhum      |               |
| Laura               | 12 de novembro – novembro 22    | Tempestade tropical  | 70 mph (110 km/h)               | 994 hPa (29.4 inHg)           | Ilhas Cayman, Cuba, América Central                                              | Menor         | 1           | [ 12 ]        |
| Totais da temporada |                                 |                      |                                 |                               |                                                                                  |               |             |               |
| 22                  | 4 de julho – 22 de novembro     |                      | 160 mph (260 km/h)              | 943 hPa (27.85 inHg)          |                                                                                  | >$219 550 000 | 52          |               |